# ستيفن غريغوري (لاعب كرة قدم بريطاني)
ستيفن غريغوري (بالإنجليزية: Steven Gregory)‏ هو لاعب كرة قدم بريطاني، ولد في 19 مارس 1987. لعب مع نادي بورنموث ونادي غيلينغهام وويكمب وندررز.